# Sarisbury Green
Sarisbury Green – wieś w Anglii, w hrabstwie Hampshire. Leży 23 km na południe od miasta Winchester i 109 km na południowy zachód od Londynu.